# Huguette Tourangeau
Huguette Tourangeau (Montréal, 12 agosto 1938 – 21 aprile 2018) è stata un mezzosoprano canadese.

## Biografia
Si laurea dapprima in scienze dell'educazione e pianoforte al college Marguerite-Bourgeoys, iscrivendosi in seguito (1958) al conservatorio della città dove studia con Ruzena Herlinger (canto), Otto Werner Mueller (repertorio) e Roy Royal (recitazione).
Nel 1962, dopo essersi diplomata, esordisce nella sua città come solista nel Vespro della Beata Vergine di Monteverdi, debuttando nell'opera sempre a Montréal nel 1964 come Mercédès nella Carmen, diretta da Zubin Mehta
Quello stesso anno canta al National Council Concert del Metropolitan Opera House di New York ed intraprende la carriera internazionale cantando Cherubino nelle Nozze di Figaro diretta da Richard Bonynge al Festival di Stratford (Ontario). 
Nella stagione 1965-66 canta Carmen in tournée attraverso il nord America con la compagnia del Metropolitan Opera.
In questo periodo stringe un sodalizio artistico con la coppia Bonynge-Sutherland, sia in studio sia sul palcoscenico e si esibisce a Seattle (Malika), Londra, (Urbain) e San Francisco (Elisabetta, Adalgisa, Prinz Orlofsky).
Nel biennio 1967-68 canta Sesto Pompeo in Giulio Cesare (Händel) con Montserrat Caballé in concerto al Lincoln Center (marzo 1967), Carmen alla New York City Opera.
Al San Francisco Opera debutta nel 1971 come Elisabetta in Maria Stuarda (opera) diretta da Bonynge con la Sutherland e nel 1972 è La Grande-Duchesse de Gérolstein di Jacques Offenbach a Santa Fe (Nuovo Messico).
Debutta ufficialmente al Metropolitan come Nicklausse/Muse il 28 novembre 1973 diretta da Bonynge con la Sutherland e Plácido Domingo; nel massimo teatro newyorchese canterà anche Dorabella con Enrico Di Giuseppe e Fernando Corena (1975-76), Cherubino con Justino Díaz e Lucine Amara (1976), Parséis diretta da Bonynge con la Sutherland, Giacomo Aragall e Louis Quilico (1976) e Zerlina diretta da Bonynge con la Sutherland (1978), che segna la sua ultima apparizione in quel teatro.
Nel 1977 fu la prima cantante a ricevere il premio "Artista dell'Anno" del Canadian Music Council, vent'anni dopo divenne Membro dell'Ordine del Canada.
Il marito, Barry Thompson, è stato manager della Vancouver Opera (1975-78) e della Edmonton Opera Association.

## Vocalità e personalità interpretativa
Dotata di una voce sonora, agile ed estesa, si è imposta in un repertorio eterogeneo grazie alla versatilità vocale e alle doti interpretative e recitative.

## Discografia
| Anno | Titolo Ruolo                             | Cast                                                | Direttore       | Etichetta/Note             |
| ---- | ---------------------------------------- | --------------------------------------------------- | --------------- | -------------------------- |
| 1969 | Gli ugonotti (Les Huguenots) Urbain      | Joan Sutherland, Martina Arroyo, Nikola Gjuzelev    | Richard Bonynge | Decca                      |
| 1971 | Rigoletto Maddalena                      | Sherrill Milnes, Luciano Pavarotti, Joan Sutherland | Richard Bonynge | Decca                      |
|      | Lucia di Lammermoor Alisa                | Joan Sutherland, Luciano Pavarotti, Sherrill Milnes | Richard Bonynge | Decca                      |
| 1972 | Les contes d'Hoffmann Nicklausse/La Muse | Plácido Domingo, Joan Sutherland, Gabriel Bacquier  | Richard Bonynge | Decca/Grand Prix du Disque |
| 1973 | Thérèse                                  | Ryland Davies, Louis Quilico                        | Richard Bonynge | Decca                      |
| 1974 | Maria Stuarda Elisabetta I               | Joan Sutherland, Luciano Pavarotti, Roger Soyer     | Richard Bonynge | Decca                      |
| 1975 | L'oracolo Hua-Qui                        | Joan Sutherland, Tito Gobbi, Ryland Davies          | Richard Bonynge | Decca                      |
|      | Esclarmonde Parseis                      | Joan Sutherland, Giacomo Aragall, Clifford Grant    | Richard Bonynge | Decca                      |
| 1979 | Le Roi de Lahore Kaled                   | Joan Sutherland, Sherrill Milnes, Nicolai Ghiaurov  | Richard Bonynge | Decca                      |
| 1985 | Rodelinda Unulfo                         | Joan Sutherland, Alicia Nafé, Samuel Ramey          | Richard Bonynge | Decca                      |

- Falla, El amor brujo - Dutoit/Orchestre Symphonique de Montrèal/Toureangeu, 1984 Decca
- Tourangeau, Arias From Forgotten Operas - Huguette Tourangeau/L'Orchestre de la Suisse Romande/Richard Bonynge, 1971 Decca

## Videografia
- Lakmé (1976).

## Repertorio
- Wolfgang Amadeus Mozart
  - Così fan tutte (Dorabella)
  - Don Giovanni (Zerlina)
  - Le nozze di Figaro (Cherubino)
- Georges Bizet
  - Carmen (Carmen; Mercédès)
- Giacomo Meyerbeer
  - Les Huguenots (Urbain)
- Jules Massenet
  - Esclarmonde (Parséis)
  - Le roi de Lahore (Kaled)
  - Therese (Therese)
- Léo Delibes
  - Lakmé (Malika)
- Gioachino Rossini
  - Il barbiere di Siviglia (Rosina)
  - Semiramide (Arsace)
- Gaetano Donizetti
  - Lucrezia Borgia (Maffio)
  - Maria Stuarda (Elisabetta)
  - Lucia di Lammermoor (Alisa)
- Vincenzo Bellini
  - Norma (Adalgisa)
- Jacques Offenbach
  - Les contes d'Hoffmann (Nicklausse, La Musa)
  - La Grande-Duchesse de Gérolstein (Grande-Duchesse)
- Johann Strauss II
  - Die Fledermaus (Prinz Orlofsky)
- Georg Friedrich Händel
  - Rodelinda (Bertarido, Unulfo)
- Franco Leoni
  - L'oracolo (Han Qui)
- Giuseppe Verdi
  - Luisa Miller (Federica)
  - Rigoletto (Maddalena)
- Ambroise Thomas
  - Mignon (Mignon)